# Upsala–Lenna Jernväg
| Dampfzug im Bahnhof Marielund |                             |                               |                               |
| Streckenlänge: | 33 km                       |                               |                               |
| Spurweite: | 891 mm (schwed. 3-Fuß-Spur) |                               |                               |
| Maximale Neigung: | 16,6 ‰                      |                               |                               |
| Streckengeschwindigkeit: | 50 km/h                     |                               |                               |
| |                             |                               |                               |
| \| \| 114 \| Uppsala östra \| Uppsala östra \| \| \| \| Strandbodgatan, seit 2011 \| \| \| \| 112 \| Fyrislund \| Fyrislund \| \| \| 111 \| Årsta \| Årsta \| \| \| 110 \| Europastraße 4, seit 2005 \| Europastraße 4, seit 2005 \| \| \| 108 \| Skölsta \| Skölsta \| \| \| 104 \| Bärby \| Bärby \| \| \| 103 \| Gunsta \| Gunsta \| \| \| \| Funboån \| \| \| \| 101 \| Funbo \| Funbo \| \| \| 100 \| Marielund \| Marielund \| \| \| 99 \| Lövstahagen \| Lövstahagen \| \| \| 99 \| Björktomta \| Björktomta \| \| \| 98 \| Selknä \| Selknä \| \| \| 95 \| Löt \| Löt \| \| \| 94 \| Lenna \| Lenna \| \| \| \| Nicksundet \| \| \| \| 89 \| Almunge \| Almunge \| \| \| 86 \| Moga \| Moga \| \| \| \| Olandsån \| \| \| \| \| Faringe-Gimo Järnväg von Gimo \| \| \| \| 81 \| Faringe \| Faringe \| \| \| \| ehem. Strecke nach Rimbo \| \| \| \| \| \| \| \| Quellen: [1] \| \| \| \| |                             |                               |                               |
| Kopfbahnhof Streckenanfang | 114                         | Uppsala östra                 | Uppsala östra                 |
| Brücke |                             | Strandbodgatan, seit 2011     | Strandbodgatan, seit 2011     |
| Haltepunkt / Haltestelle | 112                         | Fyrislund                     | Fyrislund                     |
| Haltepunkt / Haltestelle | 111                         | Årsta                         | Årsta                         |
| Brücke | 110                         | Europastraße 4, seit 2005     | Europastraße 4, seit 2005     |
| Haltepunkt / Haltestelle | 108                         | Skölsta                       | Skölsta                       |
| Bahnhof | 104                         | Bärby                         | Bärby                         |
| Haltepunkt / Haltestelle | 103                         | Gunsta                        | Gunsta                        |
| Brücke über Wasserlauf |                             | Funboån                       | Funboån                       |
| ehemaliger Haltepunkt / Haltestelle | 101                         | Funbo                         | Funbo                         |
| Bahnhof | 100                         | Marielund                     | Marielund                     |
| Haltepunkt / Haltestelle | 99                          | Lövstahagen                   | Lövstahagen                   |
| ehemaliger Haltepunkt / Haltestelle | 99                          | Björktomta                    | Björktomta                    |
| Haltepunkt / Haltestelle | 98                          | Selknä                        | Selknä                        |
| Haltepunkt / Haltestelle | 95                          | Löt                           | Löt                           |
| Bahnhof | 94                          | Lenna                         | Lenna                         |
| Brücke über Wasserlauf |                             | Nicksundet                    | Nicksundet                    |
| Bahnhof | 89                          | Almunge                       | Almunge                       |
| Haltepunkt / Haltestelle | 86                          | Moga                          | Moga                          |
| Brücke über Wasserlauf |                             | Olandsån                      | Olandsån                      |
| Abzweig geradeaus und ehemals von links |                             | Faringe-Gimo Järnväg von Gimo | Faringe-Gimo Järnväg von Gimo |
| Kopfbahnhof Strecke ab hier außer Betrieb | 81                          | Faringe                       | Faringe                       |
| Strecke (außer Betrieb) |                             | ehem. Strecke nach Rimbo      | ehem. Strecke nach Rimbo      |
| |                             |                               |                               |
| Quellen: |                             |                               |                               |

Upsala–Lenna Jernväg, heutige Schreibweise Uppsala–Länna Järnväg, auch Lennakatten („Lennakatze“) genannt, ist eine schwedische Museumseisenbahn in der Provinz Uppsala län. Es handelt sich um eine Schmalspurbahn mit 891 mm (3 schwedische Fuß) Spurweite. Die Strecke ist 33 Kilometer lang und führt vom Bahnhof Uppsala Östra über Bärby, Marielund, Länna und Almunge zum Bahnhof Faringe. Sie wird vom Verein Museiföreningen Stockholm-Roslagens Järnvägar (SRJmf) betrieben.

## Geschichte
Die heutige Bahnstrecke von Uppsala nach Faringe ist ein Reststück des einst umfangreichen Schmalspurnetzes der Stockholm–Roslagens Järnvägar (SRJ). Die ursprüngliche Betreibergesellschaft Upsala-Lenna Järnväg AB (ULJ) wurde 1874 gegründet und erhielt am 15. Januar 1875 die Konzession zum Bau der Strecke von Uppsala nach Länna. Im April 1875 begannen die Bauarbeiten und im November 1876 wurde die 21 Kilometer lange Strecke eröffnet. Ursprünglicher Zweck der Strecke war, die Eisenhütte in Länna mit Rohstoffen zu beliefern und die Fertigprodukte abzutransportieren. Wegen der landschaftlich schönen Lage der Strecke entwickelte sich schnell ein lebhafter Ausflugsverkehr und wohlhabende Bürger Uppsalas bauten sich Sommerhäuser in der Nähe der am schönsten gelegenen Bahnhöfe.
1879 wurde die bereits seit 1877 bestehende normalspurige Stichstrecke zum Hafen von Uppsala mit Dreischienengleis ausgerüstet und eine Verbindung zur Schmalspurstrecke der ULJ hergestellt. Dies ermöglichte den direkten Weitertransport von per Schiff nach Uppsala gelieferten Waren auf der Schmalspurstrecke, insbesondere von aus Norrland stammender Holzkohle für die Eisenhütte.
Bereits während der Bauarbeiten begannen Überlegungen, die Strecke über Länna hinaus über Faringe und Rimbo zum Ostseehafen Norrtälje zu verlängern. Erst am 14. September 1881 wurde die Länna-Norrtälje Järnvägsaktiebolag (LNJ) gegründet. Die Bauarbeiten begannen im August 1882, nachdem im Februar 1882 die Konzession erteilt worden war. Am 23. Oktober 1884 wurde die Verlängerung schließlich in Betrieb genommen. Bereits 1901 war die wirtschaftliche Lage der LNJ jedoch so schlecht, dass sie zum Verkauf stand.
Am 5. Juni 1905 wurde die LNJ von der damals noch Stockholm-Rimbo Järnvägar genannten SRJ aufgekauft. Zeitgleich übernahm die SRJ den Betrieb zwischen Uppsala und Länna, nachdem sie die Aktienmehrheit an der ULJ erworben hatte. 1908 wurde die ULJ dann vollständig von der SRJ übernommen und am 1. Januar 1909 benannte sich die SRJ unter Beibehaltung der Initialen in Stockholm-Roslagens Järnvägar um.
Im Zuge der allgemeinen Eisenbahnverstaatlichung wurde die Stockholm–Roslagens Järnvägsaktiebolag am 1. Juli 1951 verstaatlicht und am 1. Juli 1959 in die staatliche Eisenbahngesellschaft Statens Järnvägar (SJ) eingegliedert. Am 1. Januar 1967 wurde zwischen Uppsala und Rimbo zunächst der Personenverkehr eingestellt, am 1. Juli 1977 endete auch der Güterverkehr.
Bereits 1968 war eine Museumsbahngesellschaft mit dem Namen Museiföreningen Stockholm-Roslagens Järnvägar (SRJmf) gegründet worden. Ziel war es, sowohl Fahrzeuge als auch von der Stilllegung bedrohte Strecken des Roslagsbahnnetzes zu erhalten. Im Sommer 1974 konnte die SRJmf mit Genehmigung von SJ zunächst versuchsweise an jedem zweiten Sonntag auf dem Streckenabschnitt Uppsala–Faringe Museumsverkehr durchführen. Ab dem Sommer 1975 wurde an jedem Sonntag gefahren und nach der Stilllegung des Güterverkehrs 1977 konnte der Museumsverkehr auch an Werktagen stattfinden.

## Heutiger Betrieb
Heutzutage gehört die Strecke selbst der Gemeinde Uppsala und die SRJmf übernimmt die Betriebsführung und den Streckenunterhalt. Mehrere Bahnhofsgrundstücke befinden sich im Eigentum der SRJmf. Planmäßiger Zugbetrieb findet an jedem Sonntag zwischen Anfang Juni und Mitte September jeden Jahres sowie am Mittsommertag statt, in der Hochsaison von Anfang Juli bis Mitte August darüber hinaus jeden Mittwoch, Donnerstag und Samstag. Neben dem regulären Museumsbetrieb können Züge gechartert werden.
Die heutige Kilometrierung der Strecke (siehe Streckentabelle) geht immer noch vom früheren Ausgangspunkt der SRJ, den Bahnhof Stockholms Östra, aus. Deshalb liegen die heutigen Endbahnhöfe bei Streckenkilometer 82 (Faringe) bzw. 114 (Uppsala Östra).
Im Zusammenhang mit der Ausweisung neuer Wohnbaugebiete in Bärby, Gunsta und Funbo im Osten Uppsalas wurde die Möglichkeit untersucht, diese per Schienenverkehr mit Light-Rail-Triebwagen an die Stadt Uppsala anzubinden. Das Projekt sah vor, die Strecke Uppsala–Bärby auf Normalspur umzubauen (die 2005 und 2011 neu erbauten Brücken wären breit genug dafür) sowie Gunsta und Funbo mit einer etwa fünf Kilometer langen Neubaustrecke parallel zur Reichsstraße 282 anzuschließen. Museumsverkehr wäre in diesem Fall nur noch ab Bärby möglich gewesen. Diese Überlegungen wurden jedoch nicht fortgeführt, die neuen Wohngebiete werden mit Bussen erschlossen.

## Bahnhöfe und Haltepunkte
Die Bahnstrecke verfügt über die folgenden Bahnhöfe und Haltepunkte. Angaben zu Bedarfshaltestellen beziehen sich auf die heutige Museumsbahn:

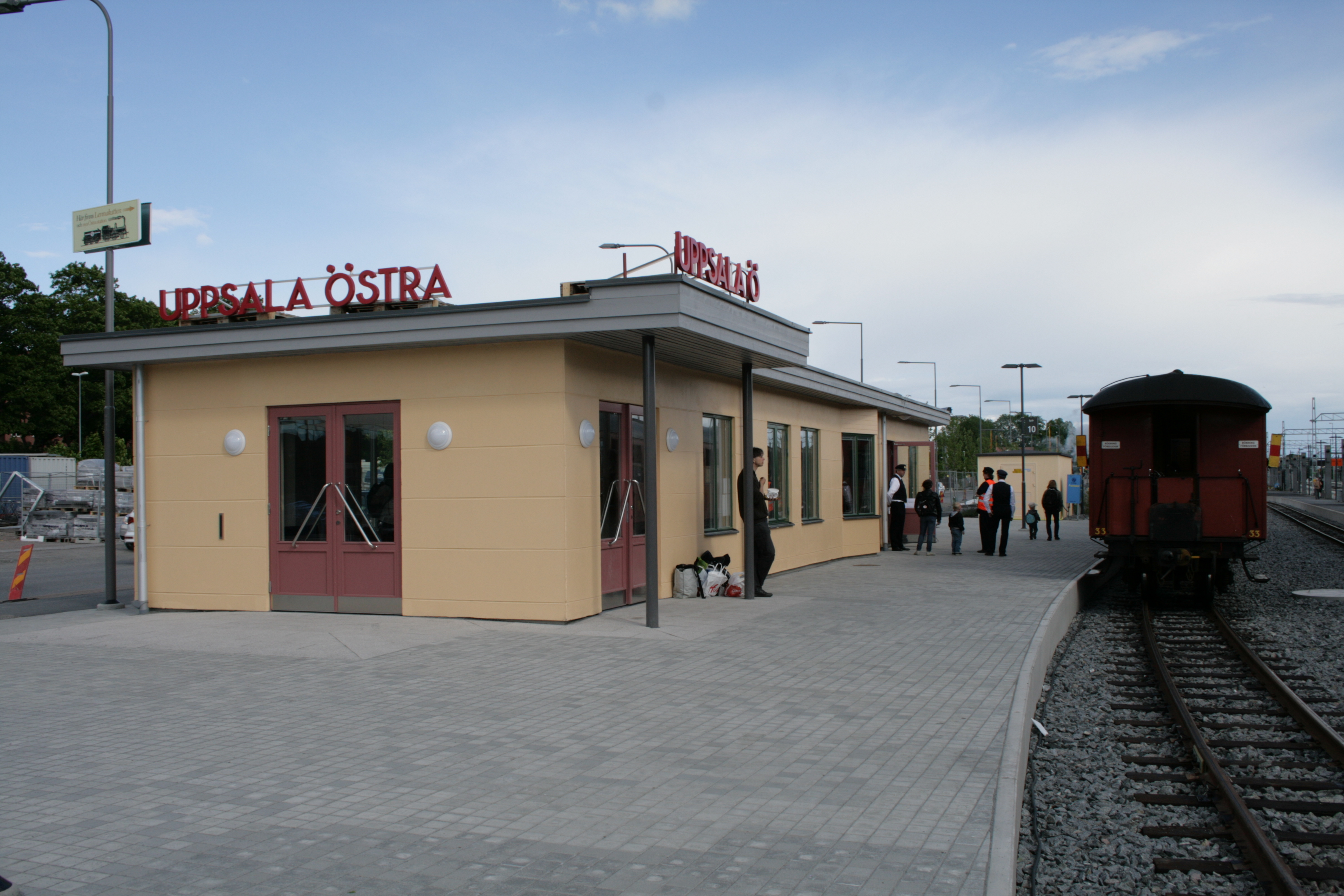
Uppsala Östra (Neubau)

- Uppsala östra: Bahnhof und westlicher Endpunkt der Strecke. Ursprünglich lag der Bahnhof Uppsala östra etwa 200 Meter nordwestlich der heutigen Position. Im Zuge der Umbauarbeiten des Hauptbahnhofs von Uppsala (Uppsala centralstation) wurde er 2005 provisorisch in den Frodepark etwa 500 Meter nach Südosten verlegt, bis er mit Abschluss der Bauarbeiten am 12. Dezember 2011 an der heutigen Position neu eröffnet wurde. Er liegt direkt neben dem Gleis 8 des Hauptbahnhofs und verfügt über ein im Stil der 1930er Jahre neu erbautes Empfangsgebäude, ein Umsetzgleis und einen Wasserkran.[7]
- Fyrislund: Haltepunkt, Bedarfshalt. In den 1990er Jahren von der Museumsbahngesellschaft SRJmf in einem Industriegebiet neu erbaut. Er befindet sich direkt neben der Filiale einer Hamburger-Restaurantkette und wurde von dieser mitfinanziert.
- Årsta: Seit Eröffnung der Bahn bestehender Haltepunkt. Heute Bedarfshalt der Museumsbahn. Ursprünglich eine kleine Siedlung auf dem Land, ist Årsta inzwischen Teil der Stadt Uppsala.
- Skölsta: Haltepunkt, Bedarfshalt. Früher gab es hier ein Anschlussgleis zu einem Steinbruch. Nach der Schließung des Steinbruchs entwickelte sich eine Sommerhaussiedlung, die inzwischen jedoch überwiegend permanent bewohnt ist.
- Bärby: Bahnhof. Besteht seit Eröffnung der Strecke 1876.
- Gunsta: Haltepunkt, Bedarfshalt. Besteht seit Eröffnung der Strecke 1876.
- Funbo: Ehemaliger Haltepunkt, 1930 eröffnet und 1932 mit einem Bahnsteig und einem Wartehäuschen ausgestattet. Existiert heute nicht mehr, wurde zu einem unbekannten Zeitpunkt nach der Stilllegung des Personenverkehrs 1966 abgebaut.[8]
- Marielund: Bahnhof mit Ausweichgleis, Mittelbahnsteig und Wasserkran. Der Ort Marielund entstand erst nach Inbetriebnahme der Bahnlinie, als sich Uppsalaer Bürger hier Villen und Sommerhäuser bauten. Der Bahnhof ist heute Zentrum des Museumsbahnbetriebes mit häufigen Zugkreuzungen, Café und Picknickgelegenheit.
- Lövstahagen: Haltepunkt, 1911 eröffnet. Heute nur Bedarfshalt.
- Selknä: Haltepunkt, 1915 eröffnet. Bedarfshalt. Während der Hochsaison des Museumsbetriebes im Juli und August verkehren ab hier im Anschluss an die Züge Museumsbusse zum Bade- und Freizeitgelände Fjällnora.
- Löt: Haltepunkt, 1920 eröffnet. Der Haltepunkt ist heutzutage nur noch über Trampelpfade erreichbar.
- Lenna: Bahnhof und Endpunkt der Strecke von 1876 bis 1884. Die Museumsbahn benutzt die altmodische Schreibweise Lenna, während die amtliche Schreibweise des Ortsnamens heute Länna lautet. Lenna war zu Zeiten des Regelbetriebs wichtigster Bahnhof der Strecke mit Lokwerkstatt und Betriebsgleisen. 1953 wurde der Bahnhof in Lännaholm umbenannt, um nach der Verstaatlichung Verwechslungen mit gleichnamigen staatlichen Bahnhöfen auf Gotland und bei Södertörn zu vermeiden.[9] Dieser Name steht bis heute auf dem in Privatbesitz befindlichen und daher nicht von der Museumsbahn benutzten Empfangsgebäude.
- Almunge: Bahnhof, eröffnet 1884 im Zuge der Streckenerweiterung nach Norrtälje. Nach der Einstellung des Personenverkehrs Ende 1967 hatte SJ die Nebengleise und Bahnsteige abbauen lassen. Diese wurden von der SRJmf bis 2001 wieder aufgebaut.
- Moga: Haltepunkt, eröffnet 1925, geschlossen 1967.[10] Am 28. Juni 2014 als Bedarfshalt der Museumsbahn neu eröffnet.[11]
- Faringe: Bahnhof und heutiger Streckenendpunkt, eröffnet 1885. Hier schloss ab 1921 und bis 1972 die Strecke von Gimo (Faringe–Gimo Järnväg) an. In Faringe befinden sich die Lokschuppen und Werkstätten der Museumsbahn. Das Empfangsgebäude von Faringe brannte 1982 ab. Es wurde zunächst durch eine Baracke ersetzt. Ab 2008 wurde ein äußerlich dem Original entsprechender Neubau errichtet, der 2011 eröffnet wurde.

## Lokomotiven und Triebwagen
Die SRJmv verfügt über eine Reihe von betriebsbereiten Dampf- und Diesellokomotiven sowie Schienenbussen. Nicht alle stammen ursprünglich von der SRJ, einige wurden von anderen inzwischen stillgelegten schwedischen Schmalspurstrecken übernommen.

### Dampflokomotiven

#### BLJ 4 „LÅNGSHYTTAN“

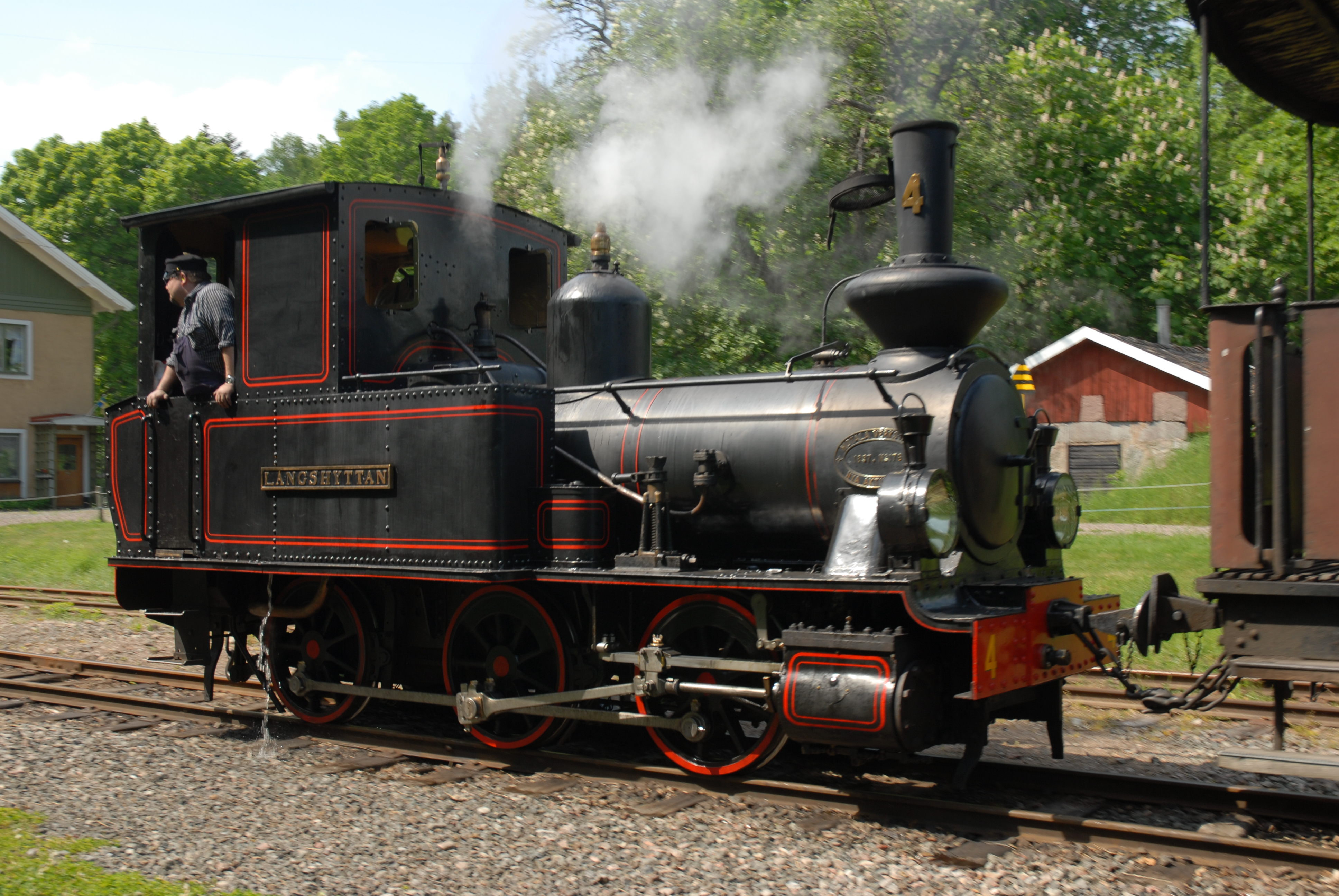
Dampflok BLJ 4 „Långshyttan“

Die Lokomotive LÅNGSHYTTAN wurde 1896 vom schwedischen Lokomotivhersteller Motala Verkstad für Byvalla–Långshyttans Järnväg (BLJ) gebaut. Sie wurde 1972 von SRJmf gekauft. Nach einem Schaden wurde sie zunächst abgestellt, seit ihrer Wiederaufarbeitung 1986 fährt die LÅNGSHYTTAN regelmäßig im Museumsverkehr. Die Lok verfügt über keine Druckluftbremse, weshalb ihre Höchstgeschwindigkeit auf 30 km/h beschränkt ist. Sie besitzt keine elektrische Anlage, die Beleuchtung erfolgt mit Petroleumlampen. Nach mehreren Ausfällen wegen undichter Heizrohre wurden im Winter 2013/2014 sämtliche Heizrohre ersetzt.

#### BLJ 5 „THOR“

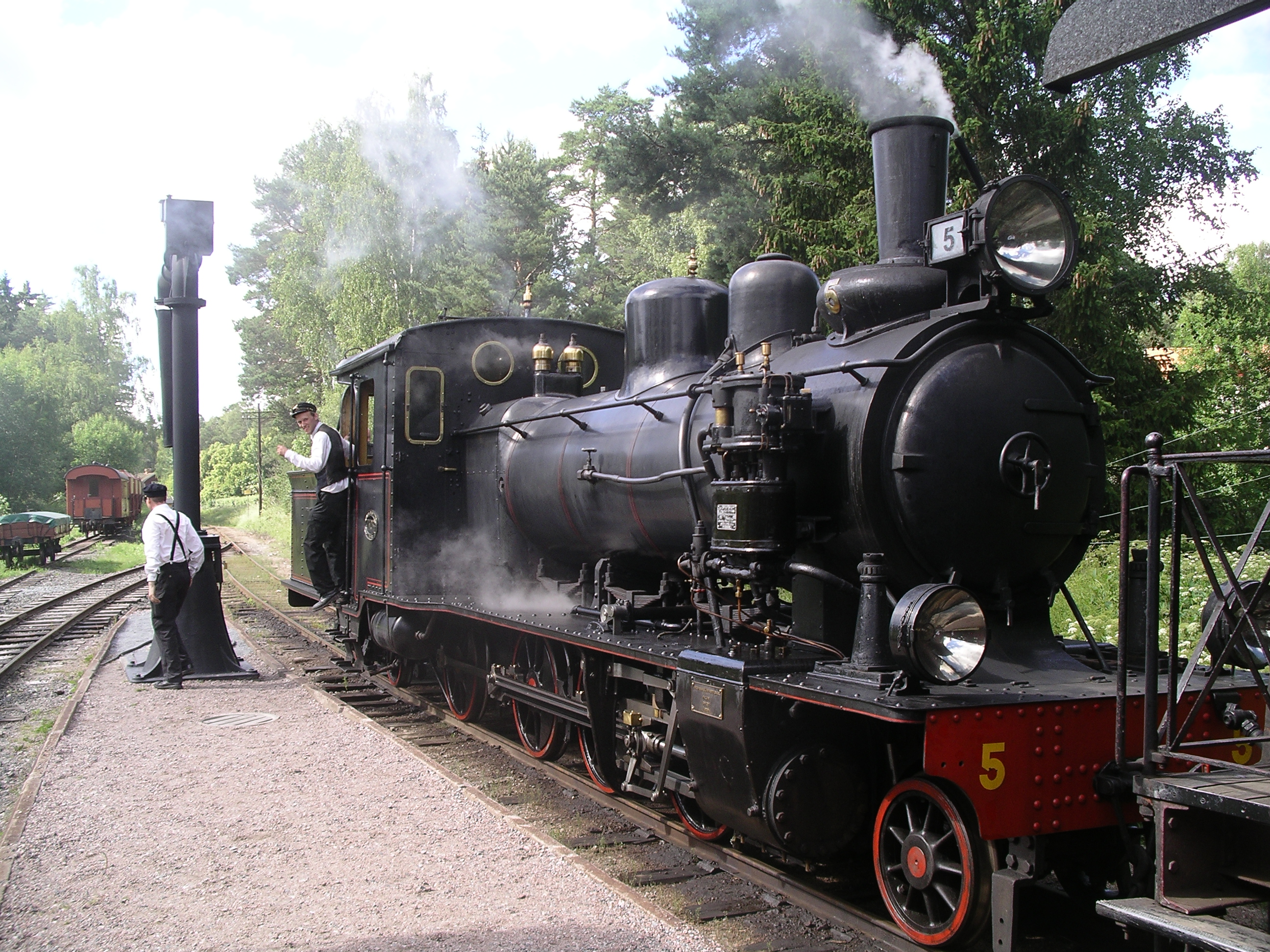
Dampflok BLJ 5 „Thor“

Die Lokomotive THOR stammt ebenfalls von Byvalla–Långshyttans Järnväg, sie war die größte Lok dieser Gesellschaft. Die THOR wurde 1909 von Vagn- & Maskinfabriksaktiebolaget Falun in Falun gebaut. Wie die LÅNGSHYTTAN verfügte sie ursprünglich weder über eine elektrische Anlage noch über eine Druckluftbremse. Die elektrische Beleuchtungsanlage wurde 1937 nachgerüstet. Nach der Stilllegung der BLJ 1964 stand sie zunächst als Denkmallok vor dem Bahnhof Långshyttan. Nachdem sie dort durch Vandalismus beschädigt worden war, wurde sie 1974 an die SRJmf verkauft. Nach dreijähriger Aufarbeitung wurde sie ab 1977 im Museumsbetrieb eingesetzt. Im Rahmen dieser Aufarbeitung wurde auch eine Druckluftbremsanlage nachgerüstet.

#### SRJ 28 „Stortysken“

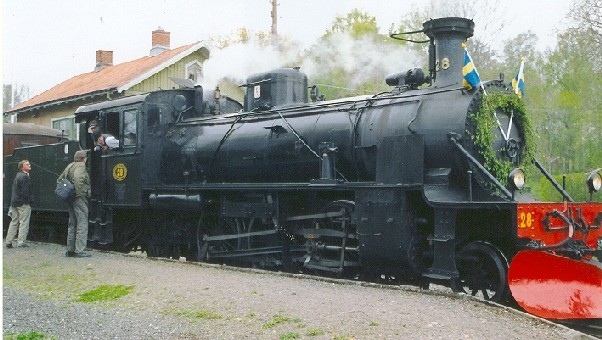
Dampflok SRJ 28 „Stortysken“

Die Lokomotive SRJ 28 ist die größte Schmalspurdampflok Schwedens. Deswegen und weil sie 1920 in Deutschland bei Henschel & Sohn in Kassel gebaut wurde, trägt sie den Spitznamen Stortysken („Der große Deutsche“). Die Stortysken ist die einzige Dampflok im Besitz der SRJmv, die aus dem ursprünglichen Lokomotivbestand der SRJ stammt. Zusammen mit den baugleichen Maschinen mit den Ordnungsnummern 27 und 29 bespannte sie durchgehende Züge aus bis zu zwölf Wagen zwischen Stockholms Östra und Rimbo mit einer Höchstgeschwindigkeit von 65 km/h. Nach der Elektrifizierung der Strecke wurde sie vor schweren Güterzügen, unter anderem vor Erzzügen auf der Strecke Dannemora–Hargshamn, eingesetzt.
SRJ 28 wurde 1962 aus dem Plandienst abgezogen und im Schwedischen Eisenbahnmuseum in Gävle abgestellt. Ihre Schwesterloks SRJ 27 und SRJ 29 wurden verschrottet. 1987 übergab das Museum Stortysken an die SRJmv, die die Lok von 1991 bis 1997 im Museumsbahnbetrieb einsetzte. Ab 1998 wurde sie aufgrund zunehmender Verschleißerscheinungen nur noch ausnahmsweise vor Sonderzügen eingesetzt und fuhr 2008 zum letzten Mal aus eigener Kraft. Seit 2015 betreibt SRJmf eine Spendensammelaktion, um die Renovierung von Stortysken finanzieren zu können. Ziel ist es, die Lok zur Feier ihres 100. Geburtstages im Jahr 2021 wieder einsetzen zu können.

#### NÖJ 16
Die ursprünglich 1917 von NOHAB für die Norra Östergötlands Järnvägsaktiebolag gebaute NÖJ 16 war die erste funktionsfähige Dampflok im Besitz der SRJmv. Sie musste jedoch bereits 1974 wegen starker Verschleißerscheinungen abgestellt werden. 1988 begann die Aufarbeitung der Lokomotive, die Arbeiten mussten aber immer wieder unterbrochen werden. Im Februar 2014 waren sie noch nicht abgeschlossen. Am 30. Oktober 2014 wurde erstmals seit der Abstellung der fertiggestellte Kessel wieder angeheizt. Das ursprüngliche Ziel, die Lokomotive in der Saison 2016 wieder einsetzen zu können, konnte nicht erreicht werden, da die Schäden an der Lok weitaus größer waren als ursprünglich erwartet und es insbesondere an freiwilligen Helfern mit den benötigten Fachkenntnissen fehlt. Mit Stand Herbst 2018 wird damit gerechnet, dass die Renovierungsarbeiten in zwei bis vier Jahren abgeschlossen werden können.

### Diesellokomotiven

#### SRJ Z4 1

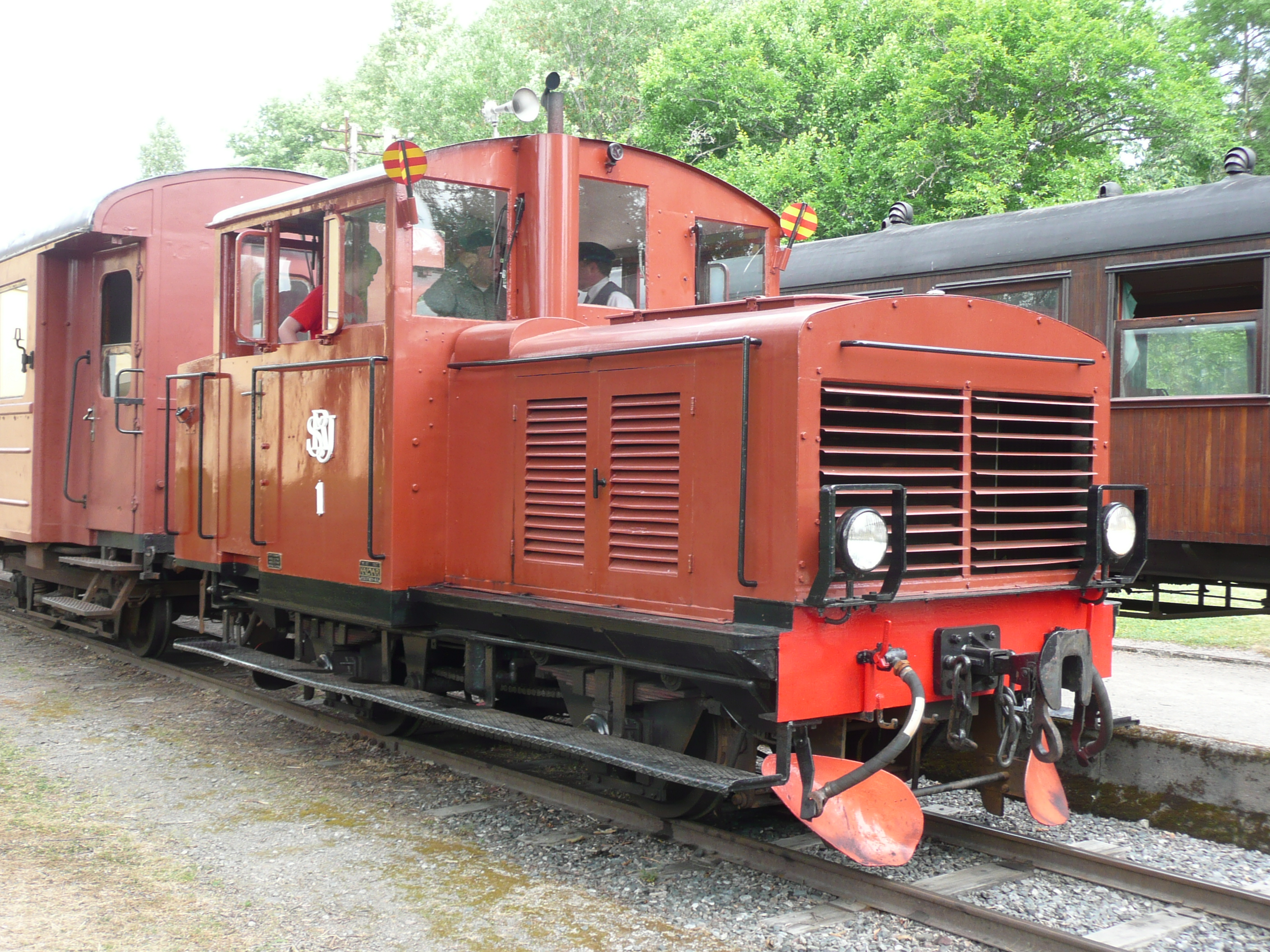
Diesellok SRJ Z4 1

Die SRJ Z4 1 wurde 1947 von Kalmar Verkstad AB für die SRJ gebaut. Sie war das erste Exemplar einer Serie von Rangierlokomotiven. 1982 erwarb SRJmf die SRJ Z4 1 vom Schwedischen Eisenbahnmuseum in Gävle.

#### SJ Tp 3515

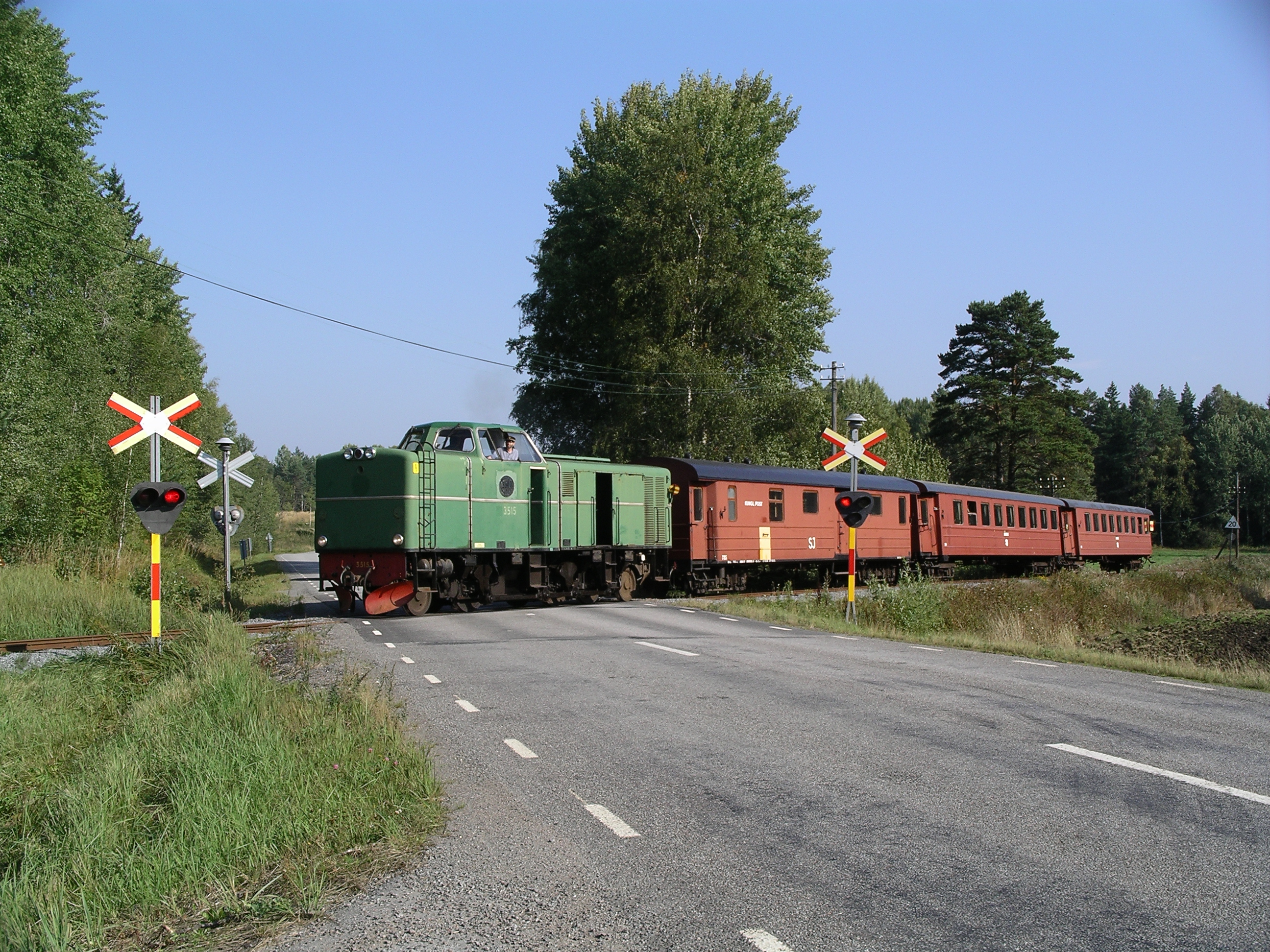
Diesellok SJ Tp 3515

Die Baureihe Tp wurde Mitte der 1950er Jahre von SJ beschafft, um auf den Schmalspurstrecken Dampflokomotiven zu ersetzen. Insgesamt wurden 25 Maschinen gebaut, 20 davon bei MaK in Kiel, die übrigen fünf in Lizenz bei AB Svenska Järnvägsverkstäderna (ASJ) in Falun. Von diesen wurden im Laufe der Zeit 15 auf Normalspur umgebaut. Von den übrigen Schmalspurloks wurden sechs verschrottet, vier sind bei verschiedenen schwedischen Museumsbahnen erhalten geblieben.

### Schienenbusse
Um den Personenverkehr auf den Schmalspurstrecken so wirtschaftlich wie möglich betreiben zu können, hatte SJ ab der Verstaatlichung damit begonnen, die überwiegend von Dampfloks gezogenen Züge durch kostengünstige Dieseltriebwagen zu ersetzen. Ab 1952 wurden hierfür vom Schienenfahrzeughersteller Hilding Carlssons Mekaniska Verkstad Schienenbusse der Bauserie YCo5p geliefert. SRJmf ist im Besitz von insgesamt sechs Fahrzeugen dieser Bauserie:

#### Typ SJ YBo5p

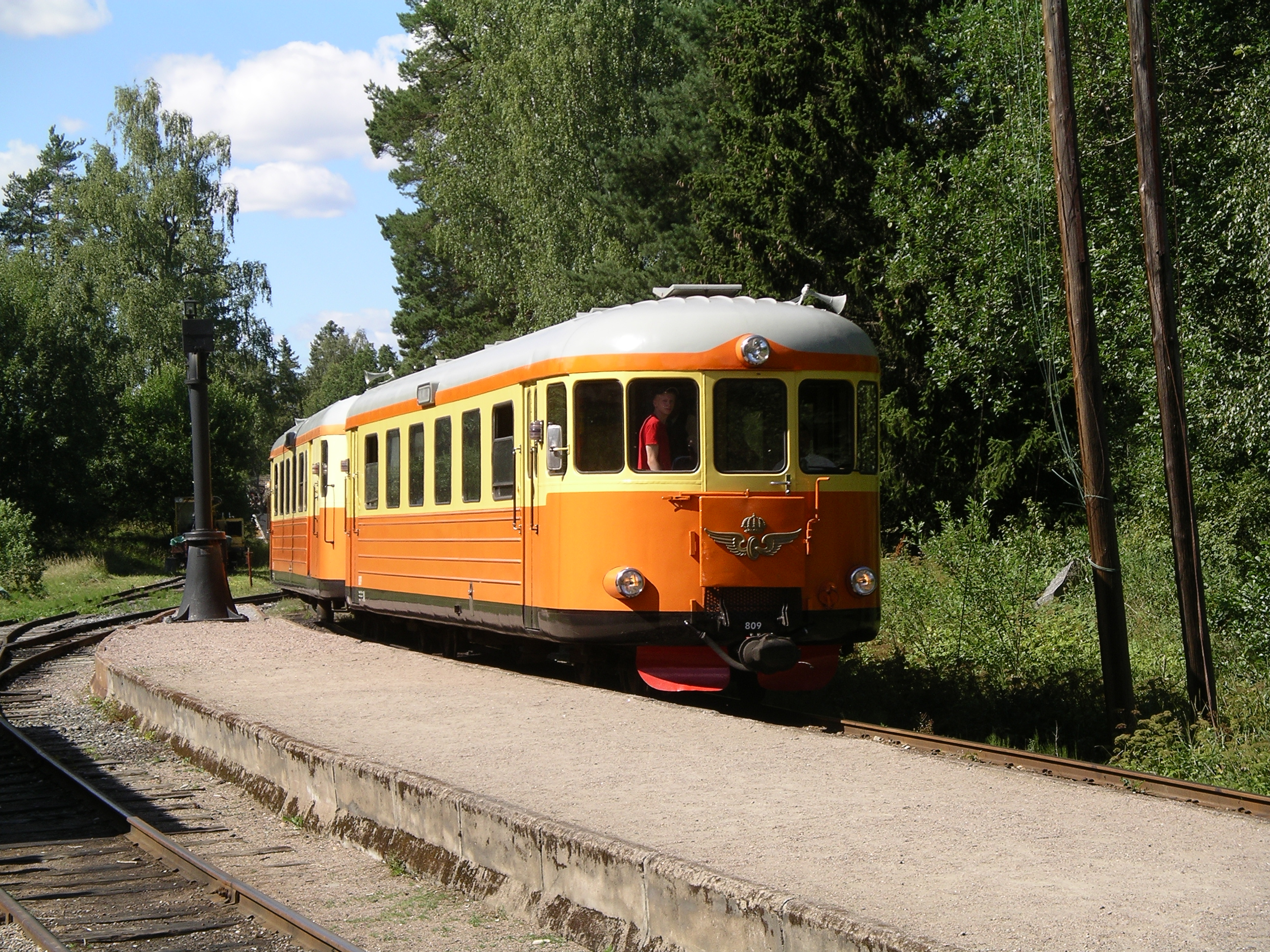
Schienenbus SJ YBo5p 809 und Steuerwagen 2109 im Bahnhof Marielund

Dabei handelt es sich um Triebwagen mit 42 Sitzplätzen ohne separates Gepäckabteil. SRJmf verfügt über drei dieser Fahrzeuge
- Die Wagen 809 und 885 werden im Museumsverkehr eingesetzt.
- Der Triebwagen 796 ist abgestellt und soll in Zukunft betriebsfähig aufgearbeitet werden.

#### Typ SJ UBFo3yp/UBo3yp
Steuerwagen mit Führerstand an einem Wagenende.
- Der Wagen 2109 wird im Museumsverkehr eingesetzt. Er hat 40 Sitzplätze und ein Gepäckabteil.
- Der Wagen 2139 wird seit 2020 wieder im Museumsverkehr eingesetzt. Er hat kein Gepäckabteil und bietet 50 Sitzplätze.

#### Typ SJ YFo5p
Dieser Triebwagen mit der Ordnungsnummer 904 ist das letzte erhaltene Exemplar eines reinen Gütertriebwagens. Er wurde ursprünglich zum schnellen Transport von frischem Fisch von Västervik nach Linköping eingesetzt. Ab 1970 stationierte SJ ihn in Rimbo und setzte ihn als Hilfsfahrzeug ein. Nach der Stilllegung des Schienenverkehrs in Rimbo 1977 konnte SRJmf ihn erwerben.